# Археоптерис
Археоптерис (лат. Archaeopteris, від дав.-гр.  ἀρχαῖος — стародавня,  πτέρις — папороть) — рід вимерлих деревоподібних рослин з папоротевидним листям.
Археоптерис розмножувався, мабуть, спорами. Скам'янілі рештки рослини були виявлені у відкладеннях пізнього девону і раннього кам'яновугільного періодів. До виявлення скам'янілих решток дерев роду Wattieza (віком 385 млн років) археоптеріс вважався найдавнішим деревом.

## Види

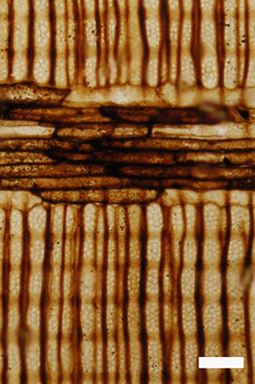
Закам'яніла деревина археоптеріса

- A. fissilis
- A. halliana
- A. hibernica
- A. macilenta
- A. obtusa

## Ресурси Інтернету
- Гибель древнего леса // Знание — сила. — 2004. — № 6. В електронному вигляді [Архівовано 13 березня 2014 у Wayback Machine.]
- History of Paleozoic Forests: the Early Forests and the Progymnosperms
- Consequences of Rapid Expansion of Late Devonian Forests, by Stephen E. Scheckler [Архівовано 16 липня 2012 у Wayback Machine.]
- Walker, Cyril and David Ward. Fossils. Smithsonian Handbooks. Dorling Kindersley, Inc. New York, NY (2002).
- Mayr, Helmut. A Guide to Fossils. Princeton University Press, Princeton, NJ (1992).
- Introduction to the Progymnosperms [Архівовано 18 лютого 2015 у Wayback Machine.]
- Davis, Paul and Kenrick, Paul; Fossil Plants. Smithsonian Books (in association with the Natural History Museum of London), Washington, D.C. (2004). ISBN 1-58834-156-9

## Виноски
1. ↑  Вокруг Света | Новости | У древних деревьев не было листьев. Архів оригіналу за 28 вересня 2015. Процитовано 26 квітня 2014.